# Петтинг (Бавария)
Петтинг (нем. Petting) — коммуна в Германии, в земле Бавария.
Подчиняется административному округу Верхняя Бавария. Входит в состав района Траунштайн. Население составляет 2317 человек (на 31 декабря 2010 года). Занимает площадь 29,93 км².